# It's All Over Now
“It's All Over Now” er en sang skrevet af Bobby Womack og Shirley Womack i 1964. Den blev først udgivet af The Valentinos, produceret af Sam Cooke. The Valentinos version kom ind på Billboard Hot 100 den 27. juni, 1964, hvor den blev i to uger på en 94. plads.
Sangen blev spillet for The Rolling Stones under deres første Nordamerika-turné i juni 1964 af den berømte New York radio DJ Murray the K.  Efter bandet havde hørt sangen, indspillede de den elleve dage efter på Chess Studios i Chicago. Bobby Womack ville ikke i første omgang have, at The Rolling Stones indspillede hans sang. Men da han senere modtog en check for forfatter honoraret, forsøgte han at få dem til at indspille flere af sine sange . 
Den var bandets tredje single udgivet i Amerika, og den kom ind på Billboard Hot 100 i to uger, hvor den fik en 26.-plads. Måneder senere blev den udgivet på deres andet amerikanske album 12 X 5. Den blev også udgivet som single i Storbritannien, hvor den blev nummer et på den engelske chart, og dermed gav The Stones deres første nummer-et-hit. På det tidspunktet var sangen et stort hit i Europa for orkesteret og var en del af deres live shows i 1960erne. Sangen er også blevet indspillet af Rod Stewart, Spencer Davis Group, Molly Hatchet, Grateful Dead, Eddie Meduza og af Ry Cooder på hans album Paradise and Lunch.

### Fodnote
1. ↑  It's All Over Now by The Rolling Stones Songfacts